# منتوت
قرية منتوت هي إحدى القرى التابعة لمركز أبو قرقاص بمحافظة المنيا في جمهورية مصر العربية. حسب إحصاءات سنة 2006، بلغ إجمالي السكان في منتوت 9138 نسمة، منهم 4639 رجلا و4499 امرأة.